# El poder del deseo (película)
El poder del deseo, también conocida como Asesina por mí, es una película española de 1975 protagonizada por Marisol y Murray Head, y dirigida por Juan Antonio Bardem. Se trata de la adaptación de la novela negra Juego sucio (Joc Brut) del escritor catalán Manuel de Pedrolo.

## Argumento
Javier (Murray Head) trabaja en una agencia de publicidad, y se encarga de realizar encuestas sobre la efectividad de los anuncios en la población. Vive junto a su madre (Lola Gaos) en un modesto piso, y gana lo justo para vivir los dos muy humildemente. Un día, en una parada de autobús, conoce a una mujer (Marisol) a la que no le funciona el motor de su auto. Fijándose inmediatamente en ella, le ayuda, y ella para agradecérselo se ofrece a llevarle en su coche. A pesar de sus intentos por pedirle salir, ella se muestra esquiva, y rechaza darle su nombre. Él en cambio, le deja su tarjeta antes de despedirse. Unos días después, se vuelven a encontrar, y ella le dice que se llama Juna, abreviatura de Justina, y poco más. Comienzan una relación prácticamente furtiva, ella le cita en lugares donde nadie la pueda conocer, rechaza verse delante de sus amigos, y suele llevar pelucas. Poco a poco, la pasión de Javier hacia Juna va siendo cada vez más frenética. Ella le dice que desearía quedarse con él, pero que no desea atar su vida a alguien sin dinero y que tendrá que aceptar otro matrimonio con alguien más rico. Vive con su tío, viudo de su madre, que le dejó en herencia una fortuna que no podrá usar hasta la muerte de su tío. Comienza a hablar de que si su tío muriera, ella sería libre de casarse con Javier, y valiéndose de la pasión que este siente hacia ella, empieza a trazar un plan para que Javier mate a su tío...

## Recepción
La película no goza en general de la aprobación de la crítica, y entre el público fueron polémicas las escenas eróticas y de desnudos de Marisol, que rompía así definitivamente con todo su pasado de niña prodigio.